# Palorus foveicollis
Palorus foveicollis är en skalbaggsart som beskrevs av Blair 1930. Palorus foveicollis ingår i släktet Palorus och familjen svartbaggar. Inga underarter finns listade i Catalogue of Life.